# 鱼鳔槐
鱼鳔槐（学名：Colutea arborescens）为豆科鱼鳔槐属下的一个种。

## 扩展阅读
- 維基物種上的相關：鱼鳔槐